# Пур, Ричард
Ричард Пур (англ. Richard Poore; ум. 15 апреля 1237), также Ричард Бедный — английский религиозный деятель, епископ Чичестера (1215—1217), Солсбери (1217—1228) и Дарема (1209—1213 и 1228—1237), основатель Солсберийского собора и города Солсбери.
Помимо службы епископом, Пур заведовал казначейством Англии в 1125 и 1232—1233 гг., был королевским судьёй в 1218—1219 гг., чиновником при королевском дворе Генриха III при правительстве Стефана Лангтона в 1223—1225 гг и папским судьёй с 1214 года до своей смерти. Был также известен как благотворитель, занимался развитием детского образования и основал дом престарелых при Даремском соборе.

## Ранний период жизни
Ричард Пур, вероятно, был незаконорождённым сыном Ричарда Илчестерского, епископа Уинчестера. Его брат, Герберт Пур, занимал должность епископа Солсбери с 1194 по 1217 год. Ричард Пур обучался у Стефана Лэнгтона в Париже, где познакомился с Томасом из Марлборо, впоследствии ставшим аббатом Ившема. После окончания обучения Пур бал назначен деканом Солсбери в 1197 году, был безуспешно номинирован на должность епископа Уинчестера в 1205 году и стал епископом Дарема в первый раз в 1209 году. Его назначение было изначально отклонено папой Иннокентием III; как утверждает историк Кристофер Харпер-Билл, причиной отклонения мог послужить тот факт, что папа знал, что король Иоанн Безземельный уже метил своего советника Джона де Грея на должность епископа Дарема. В 1206 году Пур получил разрешение владеть несколькими бенефициями, несмотря на то, что это было запрещено незаконорождённым священникам. Во время интердикта в Англии при правлении Иоанна Ричард вернулся в Париж, чтобы преподавать и издавать свои труды. В это же время Ричард был впервые назначен папским судьёй и присутствовал на слушании дела Гийома из Андра — французского бенедиктианца, просившего папу Иннокентия III предоставить право монахам его аббатства выбирать аббата напрямую.
Вероятно, именно в годы жизни в Париже Пур завершил книгу «Institutio» Осмунда Солсберийского, а также свои собственные труды — «Ordinale» и «Consuetudinarium». «Institutio» описывал права и обязанности Солсберийского духовенства, «Ordinale» — литургию и взаимодействие разных групп духовенства, а «Consuetudinarium» — обычаи самого Солсберийского диоцеза. В частности, и «Ordinale», «Consuetudinarium» содержат руководства по проведению Сарумского обряда — традиционной формы литургии в Англии тринадцатого века.
В 1215 году Ричард Пур, вернувшийся к тому моменту в Англию, был избран и рукоположён в должность епископа Чичестера в Рединге. Будучи епископом Чичестера, Пур был нанят исполнять обязанности юстициария при Сослберийском соборе. Он присутствовал на Четвёртом Латеранском соборе в том же году и также был одним из душепрказчиков короля Иоанна.

## Епископ Солсбери

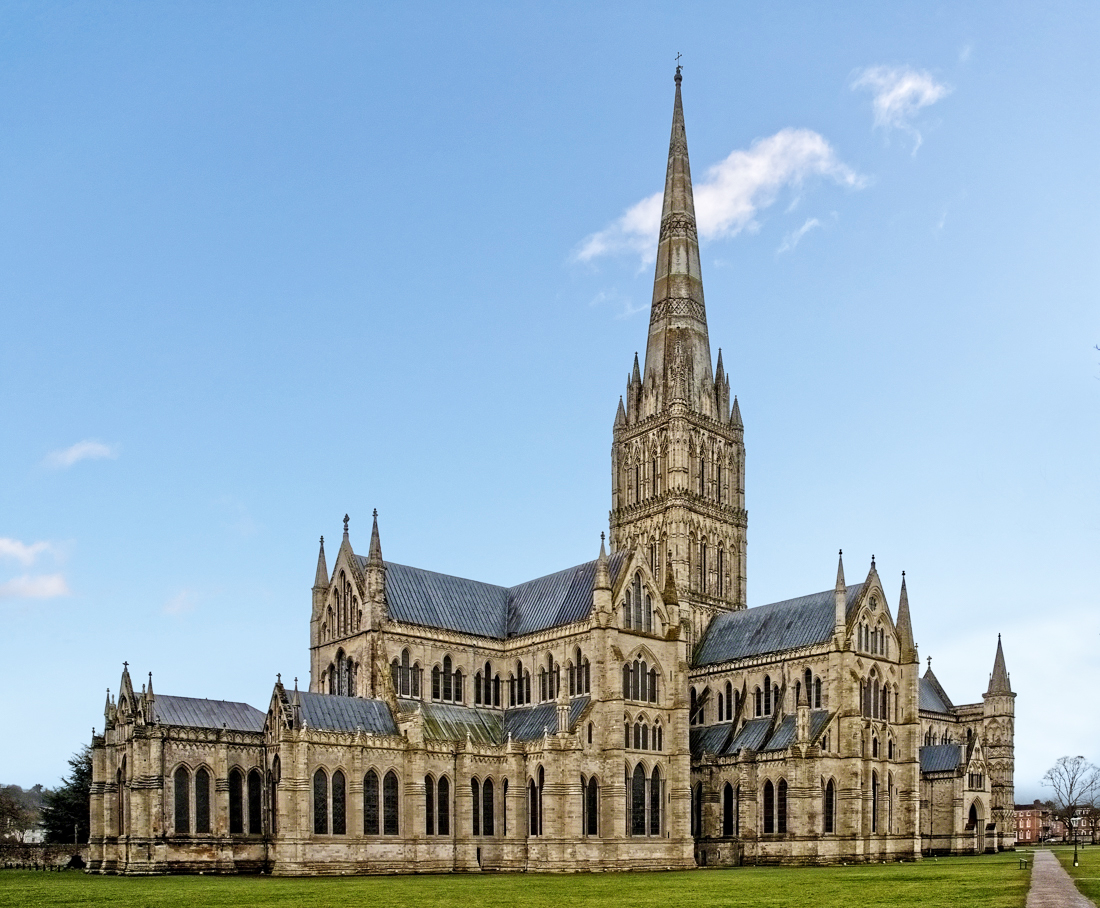
Новый Солсберийский собор, основанный Ричардом Пуром в 1220 году.

В 1217 году умер брат Ричарда, Герберт, епископ Солсбери, и Ричард унаследовал его должность. Своим назначением на должность епископа Солсбери он был обязан папскому легату Гуале Биккьери. Именно в это время Ричард руководил и помогал планировать строительство нового Солсберийского собора в качестве замены старому собору в Старом Саруме. Старый собор был слишком маленьким и тесным и располагался в географически и стратегически неудачном месте (слишком близко к королевскому замку); согласно поэме «De translatione veteris ecclesie Saresberiensis et constructione nove» Генриха из Авранша, написанной по случаю сооружения нового собора, обитатели близлежащего замка нередко злоупотребляли гостеприимностью монахов собора, выпрашивая у них еду и ночлег. Получив разрешение на строительство от короля Иоанна и папы римского Гонория III, Пур торжественно заложил новый собор в 1220 году в луговой местности Мирфилд (англ. Myrfield), в двух милях к югу от предыдущего собора в Старом Саруме. Вместе с новым собором Пур также заложил поселение Новый Сарум (англ. New Sarum; ныне город Солсбери) в 1219 году, где изначально жили строители нового Солсберийского собора. Новый собор был закончен и освящён лишь в 1258 году, через 21 год после смерти Ричарда.
Именно во время своего пребывания в Солсбери Пур издал «Statues of Durham» («Даремские статуты»), получившие свое название потому, что они были переизданы позднее в Дареме. Его статуты стали одними из первых документов, регулирующих функционирование епархий, и впоследствии оказали влияние на многие епископские законы в церкви Англии. Он также пригласил первых францисканских монахов в Солсбери, прибывших в 1225 году. Помимо работы епископом, Пур работал на должностях и при королевском дворе — так, в 1218—1219 гг. годах он занимал пост королевского судьи. Он также несколько раз назначался папским судьёй и разрешал диспуты как внутри диоцеза Солсбери, так и за его пределами (в частности, диспут между приоратом и канонами в диоцезе Ковентри по поводу процедуры назначения епископа).
В 1223 году Пур поддержал Хьюберта де Бурга, Стефана Лангтона и Джоселина Уэлсского в конфликте с Пьером де Рошем, пытавшимся взять под контроль королевский двор и позднее — устроить восстание против короля Генриха III, на тот момент несовершеннолетнего. После поражения де Роша унаследовал должность кастелана замков в Уинчестере, Саутгемптоне и Портчестере (ранее принадлежавших де Рошу) и сформировал де-факто новое правительство Англии вместе с де Бургом и Лангтоном (архиепископом Кентерберийским), занимая различные должности при королевском дворе. В 1225 и 1232—1332 годах Пур заведовал казначейством вместе с Джоселином (на тот момент занимавшем пост епископа Бата). После назначения на пост епископа Дарема в 1228 Пуру пришлось оставить свою политическую карьеру.
Будучи епископом Солсбери, Ричард принял участие в переносе мощей епископа Вульфстана Вустерского в 1218 году и мощей архиепископа Кентерберийского Томаса Бекета в 1220 году. Помиом этого, Ричард организовал перенос мощей трех епископов Солсбери, Осмунда, Роджера и Джоселина де Богона. В 1228 году Пур подал прошение папе римскому Григорию IX о канонизации второго епископа Солсбери, Осмунда, но безуспешно. Тем не менее в 1457 году, спустя более чем 200 лет после смерти Ричарда, Осмунд Солсберийский был причислен к лику святых.

## Епископ Дарема
14 мая 1228 года Пур был переведен в Даремский диоцез и был перевыбран епискомом Дарема. После этого он оставил королевскую службу, хотя неоднократно занимал разнообразные государственные позиции позднее, когда Пьер де Рош вернулся к власти в 1232—1233 гг. После избрания епископом, Пур унаследовал ссору между епископом диоцеза и Даремским кафедральным капитулом, которая в основном касалась выборов настоятеля и права епископа совершать визиты в монастырь. Ссора началась при его предшественнике Ричарде Марше и привела к апелляциям монахов в папскую курию. Вскоре после прибытия в Дарем Ричард издал ряд подробных указаний под названием «Le convenit», предоставлявших больше свобод настоятелю и капитулу (в частности, право свободных выборов настоятеля монахами монастыря без вмешательства епископа и право настоятеля назначать соборных служителей напрямую). Его указания служили основой епархиального и монастырского управления в Даремской диоцезе до роспуска монастырей при Генрихе VIII. Во время пребывания на посту епископа Дарема и до своей смерти Пур продолжил работу папским судьёй; так, в 1235 году он помогал разрешить ссору между Джоселином Уэлсским и местными рыцарями, претендовавшими на часть пребенда Уэлского собора.

## Смерть и память

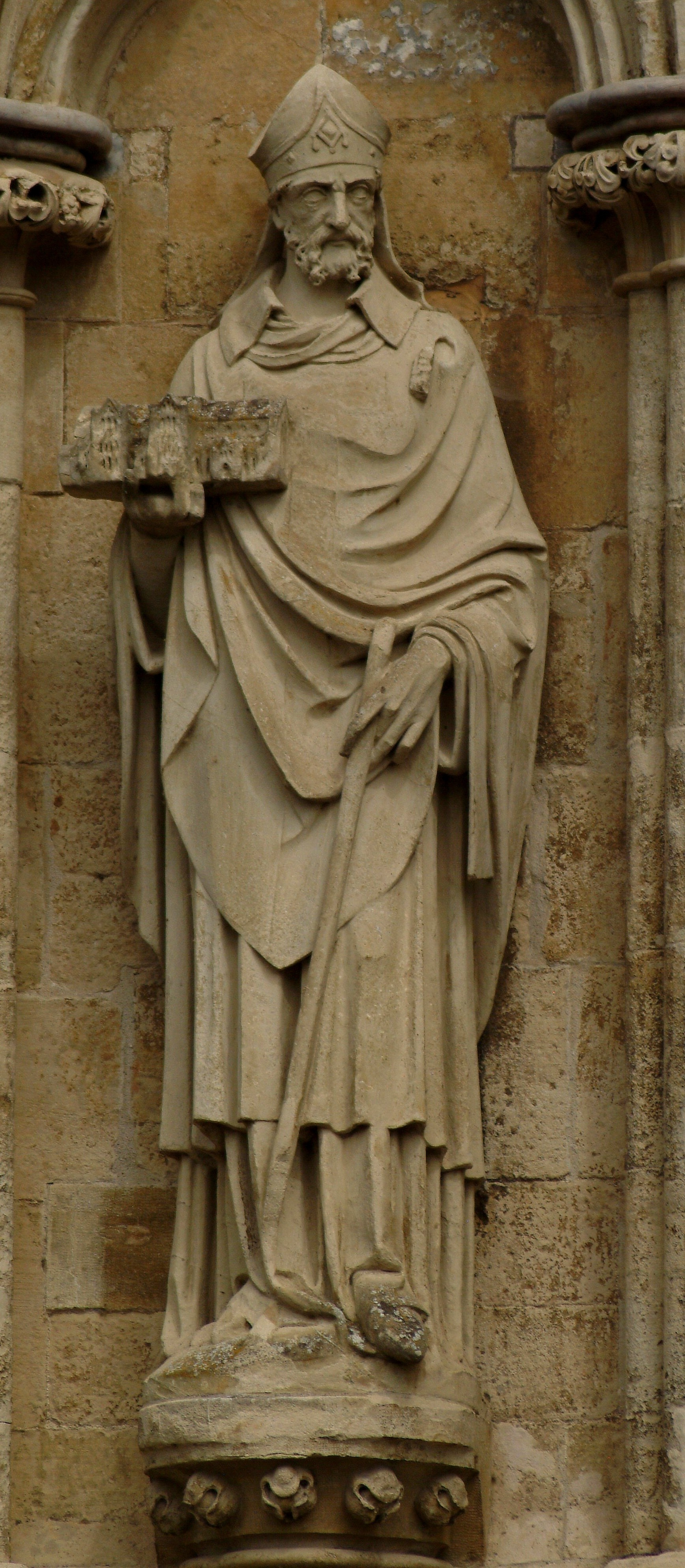
Статуя Ричарда Пура на Солсберийском соборе с макетом собора в правой руке

Ричард Пур умер 15 апреля 1237 года в поместье Таррант-Кейнстон в графстве Дорсет. И Даремский, и Солсберийский диоцез утверждали, что могила Пура находится у них, однако в Национальном биографическом словаре указано, что он был похоронен в церкви при поместье в Таррант-Кейнстоне. В честь епископа Пура в 1869—1869 гг. был сооружена статуя в 170-й нише на западном фасаде Солсберийского собора.

## Прочая деятельность
В 1220 году, будучи епископом Солсбери, Пур приказал священникам диоцеза обучать нескольких детей основам церковного учения и молитвам, чтобы те, в свою очередь, могли передать эти знания остальным. Как пишет историк Джон Мурман, Пур заставлял священнослужителей проповедовать каждое воскресенье о том, что детей нельзя оставлять одних в доме при пожаре или наводнении. Также во время своего пребывания в Солсбери Пур способствовал развитию образования для мальчиков и отроков, наделяя некоторых учителей бенефициями при условии, что они будут предоставлять свои услуги безвозмездно. В 1237 году он основал дом престарелых для старых и немощных священнослужителей Даремского диоцеза. Пур осуждал вмешательство духовенства в мирские дела и был противником плюрализма — права владеть более чем одним бенефицием одновременно. Он не только считал, что священник, получающий новый бенефиций, должен отказаться от старого, но и что если он протестует по поводу утраты старого бенефиция, то оба должны быть конфискованы.

#### Комментарии
1. ↑  Выдержка из поэмы (строки 49–52):

с лат. — «Что мог бы поделать клир там, где ярко-белый мел

Ослепляет взор, [где] густой ветер давит слух,

[Где] чёрная жажда сжигает сердце, [где] крутая дорога изнуряет ноги,

И шея гнётся под бременем утраченной свободы?»
2. ↑  Выдержка из поэмы (строки 34–36):

с лат. — «Клир неохотно давал обеды непрошеным

[Гостям] – рыцарям замка и солдатам,

И, что хуже, дабы [самому] не быть позорно изгнанным,

Предоставлял им ночлег, сам оставаясь без крова»